# Verrières-du-Grosbois
Verrières-du-Grosbois is een plaats en voormalige gemeente in het Franse departement Doubs in de regio Bourgogne-Franche-Comté.

## Geschiedenis
Tot 1 januari 2017 was Verrières-du-Grosbois een zelfstandige gemeente, toen het werd opgenomen in de aangrenzende gemeente Étalans. De plaats maakt deel uit van het arrondissement Pontarlier.

## Geografie
De oppervlakte van Verrières-du-Grosbois bedraagt 7,0 km², de bevolkingsdichtheid is dus 3 inwoners per km².
De onderstaande kaart toont de ligging van Verrières-du-Grosbois met de belangrijkste infrastructuur en aangrenzende gemeenten.

## Demografie
Onderstaande figuur toont het verloop van het inwonertal (bron: INSEE-tellingen).

Charbonnières-les-Sapins · Étalans · Verrières-du-Grosbois